# Schefflera spruceana
Schefflera spruceana är en araliaväxtart som först beskrevs av Berthold Carl Seemann, och fick sitt nu gällande namn av Maguire, Steyerm. och David Gamman Frodin. Schefflera spruceana ingår i släktet Schefflera och familjen araliaväxter. Inga underarter finns listade.